# 남도부
남도부(南到釜, 1921년 ~ 1955년)는 한국 전쟁을 전후하여 조선인민유격대 지휘관을 지냈다. 본명은 하준수(河準洙)이다.

## 생애

### 일제강점기
경상남도 함양군 병곡면 도천리에서 출생했다. 남도부의 집안은 함양의 부호로 당시 그의 아버지 하종택은 오랫동안 면장을 지냈으며, 천석꾼이었다. 진주고등학교의 전신인 진주중학교를 다니다 일본인 교사를 폭행해 퇴학당한 뒤 일본으로 유학을 떠났다.
일본에서 주오 대학 법학부에 입학했다. 대학 졸업반때 태평양 전쟁에 참전할 학병으로 징집되었다. 이에 남도부는 징집을 거부하고 병역기피자가 되어 덕유산으로 숨어들었다. 1945년 3월, 지리산 근처 괘관산에서 동지 73 명을 모아 조직한 결사 단체인 보광단은 무장을 갖춘 체제를 이루었다. 보광단은 여운형의 건국동맹과 조직적 유대를 갖고 그 산하조직으로 포섭되어 활동했다. 남도부는 후에 공산주의 파르티잔 활동을 펼칠 수 있는 근거가 되었다. 남도부는 당수와 구보에 능한 무술 고수였던 것으로 알려졌다.

### 광복이후
태평양 전쟁이 종전되고 일본 제국이 패망하자 ‘조선건국준비위원회’를 설치하고 ‘새생활운동’을 펼치며 건국에 대비했으나, 1946년 1월, 미군정에 의해 해산되었다. 당시 이념적 지향은 여운형 주도의 조선인민당에 참여하여 함양군당 위원장을 맡았고, 인민당과 공산당이 합당하여 남로당을 만들었을 때 참여하지 않을 정도로 비교적 온건했다.
그러나 당시 경찰에 쫓겨 지리산에 숨어들게 되자, 자주적인 민족국가 수립에서 멀어지고 있다고 판단하고, 그 까닭을 미군정의 정책 때문이라 생각하여 미군정 지역에서 조선민주주의인민공화국을 지지하는 게릴라 활동을 벌이기 시작했다. 1949년에 조선인민유격대가 창설되었을 때 제3병단 부사령관에 임명되어 사령관인 김달삼과 함께 태백산 일대의 유격대를 지휘했다.
한국 전쟁 중에도 태백산과 일월산 등을 무대로 유격전을 벌이다가 휴전 후인 1954년에 부하의 밀고로 대구에서 체포된 뒤 1955년 여름 총살형으로 처형되었다. 처형되는 순간에도 인민공화국 만세를 외친 것으로 알려졌다.
이병주의 대하소설 《지리산》의 주인공 하준규가 남도부를 모델로 삼은 인물이라, 이 소설이 널리 읽히면서 유명해졌다. 1993년에는 "전설적 남한유격대 총사령관 하준수 일대기"라는 문구와 함께 《남도부(南道富)》라는 제목의 일대기도 발간되어서 다시 주목을 받았다.

## 참고자료
- 한국정신문화연구원 한민족문화연구소 (2001년 6월 1일). 〈제4부 백남권 - 귀국과 창군 활동〉. 《내가 겪은 해방과 분단》. 서울: 선인. ISBN 89-89205-15-8.
- 허종 (2005). “하준수, 지주의 아들에서 빨치산 지도자로”. 《내일을 여는 역사》 20: 169 ~ 179.
- 노가원 (1993년 7월 20일). 《南道富 : 전설적 남한유격대 총사령관 하준수 일대기》. 월간 말.